# ジョンの魂
『ジョンの魂』 (John Lennon/Plastic Ono Band) は、1970年に発表されたジョン・レノンのアルバム。
これ以前にも、ジョン・レノン&オノ・ヨーコの名義でアルバムを発表していたが、本作はビートルズ解散後初のソロ・アルバムである。

## 解説
1969年9月20日、レノンはビートルズから脱退する意向をメンバーに公表した。メンバーのポール・マッカートニーは、初心に戻り、ビートルズとしての公演活動を志向していたが、妻のオノ・ヨーコとの活動に積極的であったレノンとの方向性とは合致しなかった。
同時期、レノンは心理学者アーサー・ヤノフの著書を読んだことを契機に、原初療法という治療法を試すこととなる。原初療法（Primal Therapy）とは、精神的苦痛の根源を過去へと探っていき、叫ぶことによってその傷を癒すという治療法である。
そして、1970年3月、レノンとオノはカリフォルニア州ロサンゼルスに赴き、ヤノフによる原初療法を受けた。
治療を受けたレノンは、学生の頃に事故で母を失った記憶などを想起し、大声を上げて泣き出したという。
また「ゴッド」のなかのフレーズ、"God is a concept by which we measure our pain"はヤノフとの会話の中で生まれたものである。
7月からは治療と並行して「ゴッド」を含む本作に収録される楽曲のデモ録音を開始する。しかしレノンの査証が失効したために、この療法は4か月で中断してしまった。
「マザー」「悟り」（"I Found Out"）「ゴッド」など原初療法の効果が反映された楽曲だけでなく「労働階級の英雄」（"Working Class Hero"）や「ウェル・ウェル・ウェル」といった風刺を効かせた政治的・社会的なメッセージを前面に出した楽曲も収録されており、このメッセージは次作『イマジン』にも受け継がれている。

## 録音
レコーディングは、1970年9月26日から10月23日にかけてロンドンのEMIレコーディング・スタジオで行われた。レノンは共同プロデューサーにフィル・スペクターを招き、レノンとヨーコの他、ビートルズのメンバーでもあったリンゴ・スターがドラムスで、クラウス・フォアマンがベースでレコーディングに参加した。因みにビリー・プレストンが「ゴッド」、スペクターが「ラヴ」でピアノを担当している。サウンド面はドラムスとベースを主体としたシンプルなものに仕上がっており、レノン自身は「渋いアルバム」と評している。
レコーディングの合間には「ザッツ・オール・ライト」「ハニー・ドント」「冷たくしないで」「ハウンド・ドッグ」「マッチ・ボックス」などといった往年のロックンロール・ナンバーのジャムセッションが行われた。
また、レコーディングに参加していたスターは、2004年の著書『ビートルズからのラブ・レター―4人がやりとりした51通のポストカード POSTCARDS FROM THE BOYS』にて、レノンがセッションの最中に叫び出したり、泣き出したりしていたと語っている。

## アートワーク
ジャケットの写真は、オノが発売した『Yoko Ono/Plastic Ono Band』のジャケットとほぼ同様であるが、ヨーコのアルバムジャケットでは、ヨーコがレノンの身体に横たわった構図となっている。
撮影はレノンとオノが当時暮らしていたロンドン郊外のティッテンハースト・パークにて行われた。俳優兼レノンのアシスタントでもあったダン・リクターが撮影を行っている。また、ジャケットの裏にはレノンの学生時代の写真が掲載された。

## 評価
苦悩や赤裸々な感情が表現された作品とされ、発表当時から評論家などの評価も非常に高かった。大規模なアンケートで選出された『Rolling Stone's 500 Greatest Albums of All Time』（Wenner Books 2005)では22位にランクインするなど、数多くの名盤ランキングなどでも、度々上位にランクインしている。
また、発売当時、イギリスでは、最高位8位を記録した。アメリカでは『ビルボード』誌で最高位6位、『キャッシュボックス』誌では最高位3位を記録している。

## 収録曲
全曲ジョン・レノン作詞作曲。

### Side 1
1. マザー（母）- Mother (5:34)
2. しっかりジョン - Hold on (1:52)
3. 悟り - I Found Out (3:37)
4. 労働階級の英雄 - Working Class Hero (3:48)
5. 孤独 - Isolation (2:51)

### Side 2
1. 思い出すんだ - Remember (4:33)
2. ラヴ（愛） - Love (3:21)
3. ウェル・ウェル・ウェル - Well Well Well (5:59)
4. ぼくを見て - Look at Me (2:53)
5. ゴッド（神） - God (4:09)
6. 母の死 - My Mummy's Dead (0:50)

### 2000年再発盤ボーナス・トラック
1. パワー・トゥ・ザ・ピープル - Power to the People (3:22)
2. ドゥ・ジ・オズ - Do the Oz (3:07)
1971年に発売されたビル・エリオット＆エラスティック・オズ・バンドのシングル｢God Save Us｣のB面に収録されていた、レノンがリード・ヴォーカルをとる作品。

## クレジット
- ジョン・レノン - ボーカル、ギター、ピアノ、オルガン
- リンゴ・スター - ドラムス
- クラウス・フォアマン - ベース
- ビリー・プレストン - ピアノ（「ゴッド」にて）
- フィル・スペクター - ピアノ（「ラヴ」にて）

## リイシュー
2000年、『ジョンの魂 ～ミレニアム・エディション～』として、2000年の最新リマスタリング＆リミックスを施し、ボーナストラックとして2曲を追加したバージョンが発売された。
2021年、ドルビー・アトモス、5.1chサラウンド・ミックスが制作され、ヨーコの監修のもと最新のリミックスとリマスタリングを施した収録曲及び未発表音源・デモ・アウトテイクなどを収録したボックスセットが発売された。